# Elaphoidella simplex
Elaphoidella simplex is een eenoogkreeftjessoort uit de familie van de Canthocamptidae. De wetenschappelijke naam van de soort is voor het eerst geldig gepubliceerd in 1944 door Chappuis.